# Jürgen Petzold

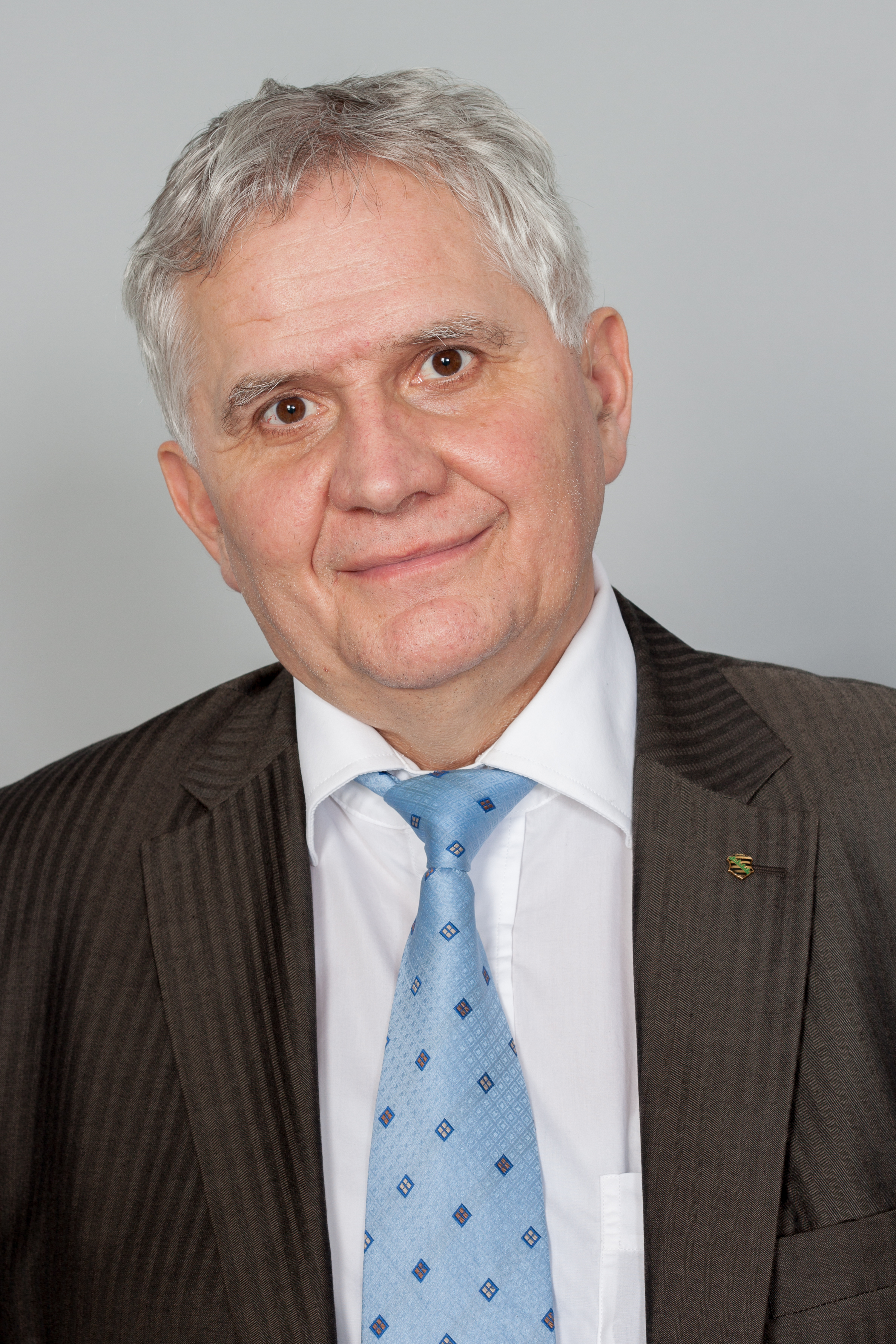
Jürgen Petzold 2013

Jürgen Max Gottfried Petzold (* 4. April 1953 in Auerbach/Vogtl.) ist ein deutscher Politiker (CDU). Er war von 1999 bis 2014 Abgeordneter des Sächsischen Landtags.

## Ausbildung und Beruf
Jürgen Petzold wurde im Ortsteil Brunn der vogtländischen Kreisstadt Auerbach geboren. Er studierte nach dem Abitur Betriebswirtschaft und schloss das Studium als Diplom-Betriebswirtschaftler ab. Bis 1990 arbeitete er in verschiedenen Unternehmen und für die Stadt Auerbach. 1990 bis 1992 war er Leiter Vertrieb und Logistik bei der Londa GmbH Rothenkirchen und 1992 bis 1999 Amtsleiter für Wirtschaftsförderung und Liegenschaften bei der Stadt Auerbach.

## Politik

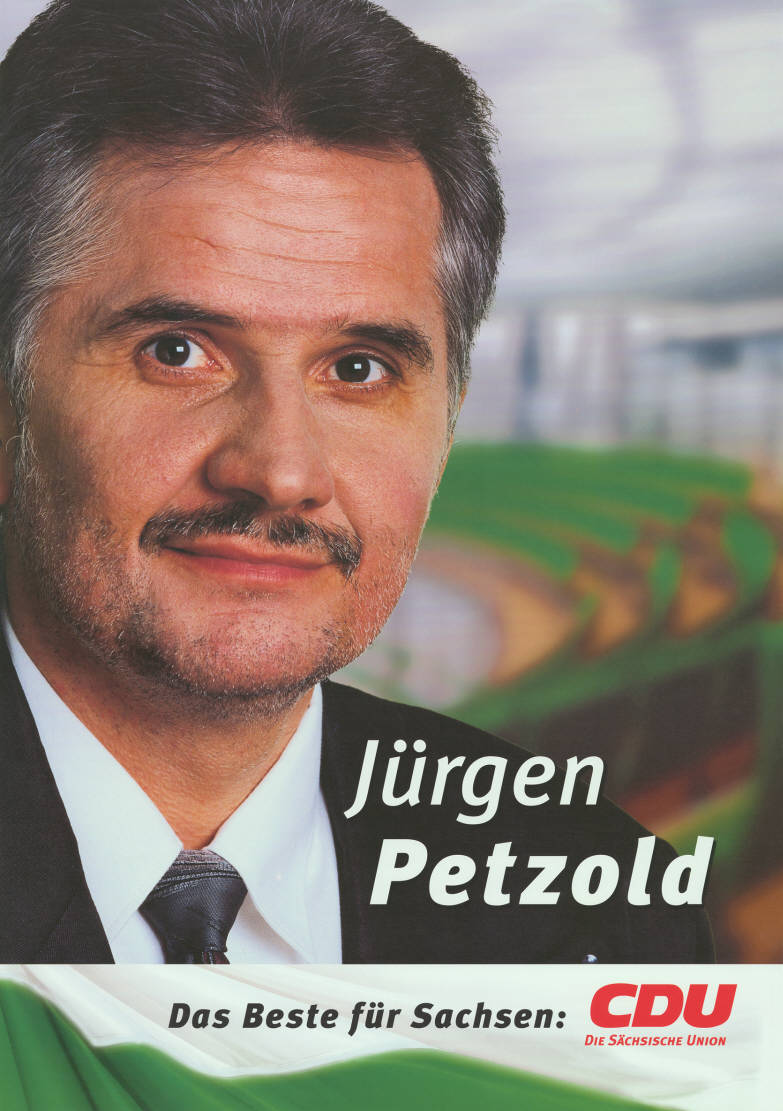
Wahlplakat aus dem Jahr 1999

Jürgen Petzold trat 1971 in die CDU der DDR ein. Er war von 1999 bis 2007 Vorsitzender des CDU-Stadtverbandes Auerbach und war 1996 bis 1998 stellvertretender Kreisvorsitzender. Nach der Wende wurde er kommunalpolitisch tätig und war von 1990 bis 1992 Vorsitzender der CDU-Fraktion der Stadtverordnetenversammlung Auerbach.
Seit Oktober 1999 war er für den Wahlkreis Vogtland 2 direkt gewähltes Mitglied des Sächsischen Landtages und dort in der 4. Wahlperiode (2004–2009) im Ausschuss für Wirtschaft, Arbeit, Technologie und Tourismus sowie im Ausschuss für Wissenschaft, Kunst, Kultur und Medien. In der 5. Wahlperiode (2009 bis 2014) war er Vorsitzender des Ausschusses für Wirtschaft, Arbeit und Verkehr, sowie Mitglied im Innenausschuss.
Bei der Landtagswahl 2014 verzichtete er auf eine erneute Kandidatur.